# Interlands Chileens voetbalelftal 2000-2009
Deze pagina toont een chronologisch en gedetailleerd overzicht van de interlands die het Chileens voetbalelftal speelde in de periode 2000 – 2009.

## Interlands

### 2000
|                                                       |                   |       |                                |                                                                                            |
| 29 januari Vriendschappelijk № 521 «onderlinge duels» | Chili             | 1 – 2 | Verenigde Staten               | Estadio Sánchez Rumoroso, Coquimbo Toeschouwers: 8.000 Scheidsrechter: Pedro Saucedo (BOL) |
| 29 januari Vriendschappelijk № 521 «onderlinge duels» | Jaime Riveros 57' |       | 55' Eddie Lewis 88' Cobi Jones | Estadio Sánchez Rumoroso, Coquimbo Toeschouwers: 8.000 Scheidsrechter: Pedro Saucedo (BOL) |

|                                                       |                   |       |       |                                                                                                |
| 2 februari Vriendschappelijk № 522 «onderlinge duels» | Costa Rica        | 1 – 0 | Chili | Estadio Ricardo Saprissa, San José Toeschouwers: 15.000 Scheidsrechter: Rafael Rodríguez (ESA) |
| 2 februari Vriendschappelijk № 522 «onderlinge duels» | Sandro Alfaro 79' |       |       | Estadio Ricardo Saprissa, San José Toeschouwers: 15.000 Scheidsrechter: Rafael Rodríguez (ESA) |

|                                                       |                                        |       |                      |                                                                                                 |
| 6 februari Vriendschappelijk № 523 «onderlinge duels» | Guatemala                              | 2 – 1 | Chili                | Estadio Mateo Flores, Guatemala-Stad Toeschouwers: 30.000 Scheidsrechter: Neftali Resinos (ESA) |
| 6 februari Vriendschappelijk № 523 «onderlinge duels» | Fredy García 28' Everaldo Valencia 31' |       | 54' Ricardo Queraltó | Estadio Mateo Flores, Guatemala-Stad Toeschouwers: 30.000 Scheidsrechter: Neftali Resinos (ESA) |

|                                                        |                                               |       |                  |                                                                                          |
| 9 februari Copa de Valparaíso № 524 «onderlinge duels» | Chili                                         | 2 – 1 | Australië        | Estadio Playa Ancha, Valparaíso Toeschouwers: 5.000 Scheidsrechter: Eduardo Gamboa (CHI) |
| 9 februari Copa de Valparaíso № 524 «onderlinge duels» | Pedro González 5' Reinaldo Navia 90+1' (pen.) |       | 15' Steve Corica | Estadio Playa Ancha, Valparaíso Toeschouwers: 5.000 Scheidsrechter: Eduardo Gamboa (CHI) |

|                                                         |                                                      |       |                                           |                                                                                          |
| 12 februari Copa de Valparaíso № 525 «onderlinge duels» | Chili                                                | 3 – 2 | Bulgarije                                 | Estadio Playa Ancha, Valparaíso Toeschouwers: 5.000 Scheidsrechter: Braulio Arenas (CHI) |
| 12 februari Copa de Valparaíso № 525 «onderlinge duels» | Mario Núñez 31' José Luis Sierra 43' Mario Núñez 83' |       | 44' Dimitar Berbatov 90' Stanimir Stoilov | Estadio Playa Ancha, Valparaíso Toeschouwers: 5.000 Scheidsrechter: Braulio Arenas (CHI) |

|                                                         |       |                                 |           |                                                                                      |
| 15 februari Copa de Valparaíso № 526 «onderlinge duels» | Chili | 0 – 2                           | Slowakije | Estadio Playa Ancha, Valparaíso Toeschouwers: 3.000 Scheidsrechter: Guido Aros (CHI) |
| 15 februari Copa de Valparaíso № 526 «onderlinge duels» |       | 5' Igor Bališ 17' Ondrej Šmelko |           | Estadio Playa Ancha, Valparaíso Toeschouwers: 3.000 Scheidsrechter: Guido Aros (CHI) |

|                                                     |                                                                                          |       |                                       |                                                                                     |
| 22 maart Vriendschappelijk № 527 «onderlinge duels» | Chili                                                                                    | 5 – 2 | Honduras                              | Estadio Nacional, Santiago Toeschouwers: 10.000 Scheidsrechter: Ubaldo Aquino (PAR) |
| 22 maart Vriendschappelijk № 527 «onderlinge duels» | Rodrigo Tello 9' José Luis Sierra 34' Héctor Tapia 42' David Pizarro 80' Mario Núñez 87' |       | 19' Jairo Martínez 43' Mario Chirinos | Estadio Nacional, Santiago Toeschouwers: 10.000 Scheidsrechter: Ubaldo Aquino (PAR) |

|                                                   |                                                                                                  |       |                   |                                                                                          |
| 29 maart WK-kwalificatie № 528 «onderlinge duels» | Argentinië                                                                                       | 4 – 1 | Chili             | Estadio Monumental, Buenos Aires Toeschouwers: 46.264 Scheidsrechter: Byron Moreno (ECU) |
| 29 maart WK-kwalificatie № 528 «onderlinge duels» | Gabriel Batistuta 10' Juan Sebastián Verón 33' Juan Sebastián Verón 71' (pen.) Claudio López 88' |       | 29' Rodrigo Tello | Estadio Monumental, Buenos Aires Toeschouwers: 46.264 Scheidsrechter: Byron Moreno (ECU) |

|                                                   |                   |       |               |                                                                                         |
| 26 april WK-kwalificatie № 529 «onderlinge duels» | Chili             | 1 – 1 | Peru          | Estadio Nacional, Santiago Toeschouwers: 44.797 Scheidsrechter: Epifanio González (PAR) |
| 26 april WK-kwalificatie № 529 «onderlinge duels» | Javier Margas 42' |       | 39' Juan Jayo | Estadio Nacional, Santiago Toeschouwers: 44.797 Scheidsrechter: Epifanio González (PAR) |

|                                                 |                                   |       |                          |                                                                                          |
| 3 juni WK-kwalificatie № 530 «onderlinge duels» | Uruguay                           | 2 – 1 | Chili                    | Estadio Centenario, Montevideo Toeschouwers: 60.000 Scheidsrechter: Robert Troxler (PAR) |
| 3 juni WK-kwalificatie № 530 «onderlinge duels» | Dario Silva 34' Paolo Montero 42' |       | 37' (pen.) Iván Zamorano | Estadio Centenario, Montevideo Toeschouwers: 60.000 Scheidsrechter: Robert Troxler (PAR) |

|                                                  |                                                                  |       |                  |                                                                                      |
| 29 juni WK-kwalificatie № 531 «onderlinge duels» | Chili                                                            | 3 – 1 | Paraguay         | Estadio Nacional, Santiago Toeschouwers: 60.000 Scheidsrechter: Claudio Martin (ARG) |
| 29 juni WK-kwalificatie № 531 «onderlinge duels» | Denis Cañiza 18' (ed) Marcelo Salas 35' Iván Zamorano 78' (pen.) |       | 71' José Cardozo | Estadio Nacional, Santiago Toeschouwers: 60.000 Scheidsrechter: Claudio Martin (ARG) |

|                                                  |                  |       |       |                                                                                            |
| 19 juli WK-kwalificatie № 532 «onderlinge duels» | Bolivia          | 1 – 0 | Chili | Estadio Hernando Siles, La Paz Toeschouwers: 35.412 Scheidsrechter: John Toro Rendón (COL) |
| 19 juli WK-kwalificatie № 532 «onderlinge duels» | Roger Suárez 84' |       |       | Estadio Hernando Siles, La Paz Toeschouwers: 35.412 Scheidsrechter: John Toro Rendón (COL) |

|                                                  |           |                                    |       |                                                                                                |
| 25 juli WK-kwalificatie № 533 «onderlinge duels» | Venezuela | 0 – 2                              | Chili | Estadio Pueblo Nuevo, San Cristóbal Toeschouwers: 14.880 Scheidsrechter: Héctor Baldassi (ARG) |
| 25 juli WK-kwalificatie № 533 «onderlinge duels» |           | 70' Héctor Tapia 90' Iván Zamorano |       | Estadio Pueblo Nuevo, San Cristóbal Toeschouwers: 14.880 Scheidsrechter: Héctor Baldassi (ARG) |

|                                                      |                                                      |       |          |                                                                                         |
| 15 augustus WK-kwalificatie № 535 «onderlinge duels» | Chili                                                | 3 – 0 | Brazilië | Estadio Nacional, Santiago Toeschouwers: 64.671 Scheidsrechter: Epifanio González (PAR) |
| 15 augustus WK-kwalificatie № 535 «onderlinge duels» | Fabián Estay 25' Iván Zamorano 44' Marcelo Salas 73' |       |          | Estadio Nacional, Santiago Toeschouwers: 64.671 Scheidsrechter: Epifanio González (PAR) |

|                                                      |       |                    |          |                                                                                        |
| 2 september WK-kwalificatie № 535 «onderlinge duels» | Chili | 0 – 1              | Colombia | Estadio Nacional, Santiago Toeschouwers: 65.000 Scheidsrechter: Gustavo Gallesio (URU) |
| 2 september WK-kwalificatie № 535 «onderlinge duels» |       | 67' Jairo Castillo |          | Estadio Nacional, Santiago Toeschouwers: 65.000 Scheidsrechter: Gustavo Gallesio (URU) |

|                                                    |                     |       |       |                                                                                                  |
| 8 oktober WK-kwalificatie № 536 «onderlinge duels» | Ecuador             | 1 – 0 | Chili | Estadio Olímpico Atahualpa, Santiago Toeschouwers: 28.556 Scheidsrechter: John Toro Rendón (COL) |
| 8 oktober WK-kwalificatie № 536 «onderlinge duels» | Agustín Delgado 76' |       |       | Estadio Olímpico Atahualpa, Santiago Toeschouwers: 28.556 Scheidsrechter: John Toro Rendón (COL) |

|                                                      |       |                                     |            |                                                                                       |
| 15 november WK-kwalificatie № 537 «onderlinge duels» | Chili | 0 – 2                               | Argentinië | Estadio Nacional, Santiago Toeschouwers: 56.529 Scheidsrechter: Carlos Amarilla (PAR) |
| 15 november WK-kwalificatie № 537 «onderlinge duels» |       | 27' Ariel Ortega 89' Claudio Husain |            | Estadio Nacional, Santiago Toeschouwers: 56.529 Scheidsrechter: Carlos Amarilla (PAR) |

### 2001
|                                                          |                                      |       |         |                                                                                  |
| 15 januari Millennium Super Cup № 538 «onderlinge duels» | Chili                                | 2 – 0 | Bahrein | Salt Lake Stadium, Calcutta Toeschouwers: onbekend Scheidsrechter: PK Bose (IND) |
| 15 januari Millennium Super Cup № 538 «onderlinge duels» | Héctor Tapia 28' Fernando Martel 81' |       |         | Salt Lake Stadium, Calcutta Toeschouwers: onbekend Scheidsrechter: PK Bose (IND) |

|                                                          |                                            |       |             |                                                                                      |
| 17 januari Millennium Super Cup № 539 «onderlinge duels» | Chili                                      | 2 – 0 | Oezbekistan | Salt Lake Stadium, Calcutta Toeschouwers: onbekend Scheidsrechter: S Salerajan (MAS) |
| 17 januari Millennium Super Cup № 539 «onderlinge duels» | Marco Villaseca 40' Sebastián González 85' |       |             | Salt Lake Stadium, Calcutta Toeschouwers: onbekend Scheidsrechter: S Salerajan (MAS) |

|                                                          |                                               |       |         |                                                                                        |
| 20 januari Millennium Super Cup № 540 «onderlinge duels» | Chili                                         | 2 – 0 | IJsland | Salt Lake Stadium, Calcutta Toeschouwers: 11.230 Scheidsrechter: Hassan Marshoud (JOR) |
| 20 januari Millennium Super Cup № 540 «onderlinge duels» | Sebastián González 37' Sebastián González 50' |       |         | Salt Lake Stadium, Calcutta Toeschouwers: 11.230 Scheidsrechter: Hassan Marshoud (JOR) |

|                                                          |                            |       |       |                                                                                          |
| 22 januari Millennium Super Cup № 541 «onderlinge duels» | Bosnië en Herzegovina      | 1 – 0 | Chili | Salt Lake Stadium, Calcutta Toeschouwers: onbekend Scheidsrechter: Rungkly Mangkol (THA) |
| 22 januari Millennium Super Cup № 541 «onderlinge duels» | Dželaludin Muharemović 75' |       |       | Salt Lake Stadium, Calcutta Toeschouwers: onbekend Scheidsrechter: Rungkly Mangkol (THA) |

|                                                     |                                                              |       |                        | |
| 21 maart Vriendschappelijk № 542 «onderlinge duels» | Honduras                                                     | 3 – 1 | Chili                  | Estadio Olímpico Metropolitano, San Pedro Sula Toeschouwers: 45.000 Scheidsrechter: Vivian Rodríguez (HON) |
| 21 maart Vriendschappelijk № 542 «onderlinge duels» | Miguel Ramírez 26' (e.d.) Amado Guevara 44' Carlos Pavón 67' |       | 32' Sebastián González | Estadio Olímpico Metropolitano, San Pedro Sula Toeschouwers: 45.000 Scheidsrechter: Vivian Rodríguez (HON) |

|                                                   |                                                           |       |                    |                                                                                 |
| 27 maart WK-kwalificatie № 543 «onderlinge duels» | Peru                                                      | 3 – 1 | Chili              | Estadio Nacional, Lima Toeschouwers: 38.901 Scheidsrechter: Ángel Sánchez (ARG) |
| 27 maart WK-kwalificatie № 543 «onderlinge duels» | Flavio Maestri 53' Andrés Mendoza 72' Claudio Pizarro 81' |       | 61' Reinaldo Navia | Estadio Nacional, Lima Toeschouwers: 38.901 Scheidsrechter: Ángel Sánchez (ARG) |

|                                                     |                   |       |       |                                                                                              |
| 11 april Vriendschappelijk № 544 «onderlinge duels» | Mexico            | 1 – 0 | Chili | Estadio Tecnológico, Monterrey Toeschouwers: 40.000 Scheidsrechter: Ricardo Valenzuela (USA) |
| 11 april Vriendschappelijk № 544 «onderlinge duels» | Daniel Osorno 81' |       |       | Estadio Tecnológico, Monterrey Toeschouwers: 40.000 Scheidsrechter: Ricardo Valenzuela (USA) |

|                                                   |       |                       |         |                                                                                        |
| 24 april WK-kwalificatie № 545 «onderlinge duels» | Chili | 0 – 1                 | Uruguay | Estadio Nacional, Santiago Toeschouwers: 55.528 Scheidsrechter: Horacio Elizondo (ARG) |
| 24 april WK-kwalificatie № 545 «onderlinge duels» |       | 12' (e.d.) Italo Díaz |         | Estadio Nacional, Santiago Toeschouwers: 55.528 Scheidsrechter: Horacio Elizondo (ARG) |

|                                                 |                    |       |       |                                                                                                   |
| 2 juni WK-kwalificatie № 546 «onderlinge duels» | Paraguay           | 1 – 0 | Chili | Estadio Defensores del Chaco, Asunción Toeschouwers: 35.000 Scheidsrechter: Rodrigo Badilla (CRC) |
| 2 juni WK-kwalificatie № 546 «onderlinge duels» | Carlos Paredes 90' |       |       | Estadio Defensores del Chaco, Asunción Toeschouwers: 35.000 Scheidsrechter: Rodrigo Badilla (CRC) |

| Copa América 2001 |
| ----------------- |

|                                                       |                  |       |                                                                                         |                                                                                            |
| 11 juli Copa América Groep A № 547 «onderlinge duels» | Ecuador          | 1 – 4 | Chili                                                                                   | Estadio Metropolitano, Barranquilla Toeschouwers: 40.000 Scheidsrechter: René Ortubé (BOL) |
| 11 juli Copa América Groep A № 547 «onderlinge duels» | Cleber Chalá 53' |       | 29' Reinaldo Navia 73' Cristián Montecinos 85' Marcelo Corrales 90' Cristián Montecinos | Estadio Metropolitano, Barranquilla Toeschouwers: 40.000 Scheidsrechter: René Ortubé (BOL) |

|                                    |                         |       |           |                                                                                                |
| 14 juli Copa América Groep A № 548 | Chili                   | 1 – 0 | Venezuela | Estadio Metropolitano, Barranquilla Toeschouwers: 33.000 Scheidsrechter: Gilberto Alcalá (MEX) |
| 14 juli Copa América Groep A № 548 | Cristián Montecinos 78' |       |           | Estadio Metropolitano, Barranquilla Toeschouwers: 33.000 Scheidsrechter: Gilberto Alcalá (MEX) |

|                                    |                                                  |       |       |                                                                                                |
| 17 juli Copa América Groep A № 549 | Colombia                                         | 2 – 0 | Chili | Estadio Metropolitano, Barranquilla Toeschouwers: 50.000 Scheidsrechter: Jorge Larrionda (URU) |
| 17 juli Copa América Groep A № 549 | Víctor Aristizábal 10' (pen) Eulalio Arriaga 90' |       |       | Estadio Metropolitano, Barranquilla Toeschouwers: 50.000 Scheidsrechter: Jorge Larrionda (URU) |

|                                        |       |                                      |        |                                                                                                  |
| 22 juli Copa América Kwartfinale № 550 | Chili | 0 – 2                                | Mexico | Estadio Hernán Ramírez Villegas, Pereira Toeschouwers: 20.000 Scheidsrechter: Carlos Simon (BRA) |
| 22 juli Copa América Kwartfinale № 550 |       | 17' Jesús Arellano 78' Daniel Osorno |        | Estadio Hernán Ramírez Villegas, Pereira Toeschouwers: 20.000 Scheidsrechter: Carlos Simon (BRA) |

|  |  |  |  |  |  |  |  |  |

|                                   |                                            |       |                                                      |                                                                                      |
| 14 augustus WK-kwalificatie № 551 | Chili                                      | 2 – 2 | Bolivia                                              | Estadio Nacional, Santiago Toeschouwers: 36.409 Scheidsrechter: Daniel Giménez (ARG) |
| 14 augustus WK-kwalificatie № 551 | Marcelo Salas 35' (pen.) Marcelo Salas 75' |       | 19' (pen.) Julio César Baldivieso 71' Milton Coimbra | Estadio Nacional, Santiago Toeschouwers: 36.409 Scheidsrechter: Daniel Giménez (ARG) |

|                                     |                                      |       |                     |                                                                                      |
| 1 september Vriendschappelijk № 552 | Chili                                | 2 – 1 | Frankrijk           | Estadio Nacional, Santiago Toeschouwers: 72.728 Scheidsrechter: Daniel Giménez (ARG) |
| 1 september Vriendschappelijk № 552 | Pablo Galdames 4' Reinaldo Navia 51' |       | 74' David Trezeguet | Estadio Nacional, Santiago Toeschouwers: 72.728 Scheidsrechter: Daniel Giménez (ARG) |

|                                   |       |                                  |           |                                                                                   |
| 4 september WK-kwalificatie № 553 | Chili | 0 – 2                            | Venezuela | Estadio Nacional, Santiago Toeschouwers: 25.000 Scheidsrechter: René Ortubé (BOL) |
| 4 september WK-kwalificatie № 553 |       | 56' Ricardo Páez 62' Juan Arango |           | Estadio Nacional, Santiago Toeschouwers: 25.000 Scheidsrechter: René Ortubé (BOL) |

|                                 |                         |       |       |                                                                                             |
| 7 oktober WK-kwalificatie № 554 | Brazilië                | 2 – 0 | Chili | Estádio Couto Pereira, Curitiba Toeschouwers: 52.000 Scheidsrechter: Horacio Elizondo (ARG) |
| 7 oktober WK-kwalificatie № 554 | Edílson 52' Rivaldo 63' |       |       | Estádio Couto Pereira, Curitiba Toeschouwers: 52.000 Scheidsrechter: Horacio Elizondo (ARG) |

|                                  |                                                                     |       |                   |                                                                                     |
| 7 november WK-kwalificatie № 555 | Colombia                                                            | 3 – 1 | Chili             | Estadio El Campín, Bogotá Toeschouwers: 16.147 Scheidsrechter: Daniel Giménez (ARG) |
| 7 november WK-kwalificatie № 555 | Freddy Grisales 19' Juan Pablo Ángel 66' (pen) Jersson González 68' |       | 38' Jaime Riveros | Estadio El Campín, Bogotá Toeschouwers: 16.147 Scheidsrechter: Daniel Giménez (ARG) |

|                                   |       |       |         |                                                                                            |
| 14 november WK-kwalificatie № 556 | Chili | 0 – 0 | Ecuador | Estadio Nacional, Santiago Toeschouwers: 19.237 Scheidsrechter: Juan Carlos Paniagua (BOL) |
| 14 november WK-kwalificatie № 556 |       |       |         | Estadio Nacional, Santiago Toeschouwers: 19.237 Scheidsrechter: Juan Carlos Paniagua (BOL) |

### 2002
|                                                     |                                  |       |       |                                                                                           |
| 17 april Vriendschappelijk № 557 «onderlinge duels» | Turkije                          | 2 – 0 | Chili | Parkstad Limburg Stadion, Kerkrade Toeschouwers: 3.500 Scheidsrechter: René Temmink (NED) |
| 17 april Vriendschappelijk № 557 «onderlinge duels» | Hakan Şükür 30' İlhan Mansız 81' |       |       | Parkstad Limburg Stadion, Kerkrade Toeschouwers: 3.500 Scheidsrechter: René Temmink (NED) |

### 2003
|                                                     |                                            |       |      |                                                                                       |
| 30 maart Vriendschappelijk № 558 «onderlinge duels» | Chili                                      | 2 – 0 | Peru | Estadio Nacional, Santiago Toeschouwers: 39.662 Scheidsrechter: Carlos Amarilla (PAR) |
| 30 maart Vriendschappelijk № 558 «onderlinge duels» | Milovan Mirošević 44' Mauricio Pinilla 65' |       |      | Estadio Nacional, Santiago Toeschouwers: 39.662 Scheidsrechter: Carlos Amarilla (PAR) |

|                                                    |                                                            |       |       |                                                                              |
| 2 april Vriendschappelijk № 559 «onderlinge duels» | Peru                                                       | 3 – 0 | Chili | Estadio Nacional, Lima Toeschouwers: 25.000 Scheidsrechter: Óscar Ruiz (COL) |
| 2 april Vriendschappelijk № 559 «onderlinge duels» | Luis Quinteros 17' Claudio Pizarro 48' Claudio Pizarro 49' |       |       | Estadio Nacional, Lima Toeschouwers: 25.000 Scheidsrechter: Óscar Ruiz (COL) |

|                                  |                     |       |            |                                                                                    |
| 30 april Vriendschappelijk № 560 | Chili               | 1 – 0 | Costa Rica | Estadio Nacional, Santiago Toeschouwers: 8.618 Scheidsrechter: Ubaldo Aquino (PAR) |
| 30 april Vriendschappelijk № 560 | Pablo Contreras 61' |       |            | Estadio Nacional, Santiago Toeschouwers: 8.618 Scheidsrechter: Ubaldo Aquino (PAR) |

|                                |                     |       |       |                                                                                              |
| 8 juni Vriendschappelijk № 561 | Costa Rica          | 1 – 0 | Chili | Estadio Ricardo Saprissa, San José Toeschouwers: 18.000 Scheidsrechter: Benigno Pineda (HON) |
| 8 juni Vriendschappelijk № 561 | Rolando Fonseca 88' |       |       | Estadio Ricardo Saprissa, San José Toeschouwers: 18.000 Scheidsrechter: Benigno Pineda (HON) |

|                                 |                      |       |                                           | |
| 11 juni Vriendschappelijk № 562 | Honduras             | 1 – 2 | Chili                                     | Estadio Olímpico Metropolitano, San Pedro Sula Toeschouwers: 25.000 Scheidsrechter: Fredy Burgos (GUA) |
| 11 juni Vriendschappelijk № 562 | José Luis Pineda 14' |       | 44' (pen.) Héctor Tapia 60' Mark González | Estadio Olímpico Metropolitano, San Pedro Sula Toeschouwers: 25.000 Scheidsrechter: Fredy Burgos (GUA) |

|                                     |       |       |       |                                                                                |
| 20 augustus Vriendschappelijk № 563 | China | 0 – 0 | Chili | Minyuan Stadion, Tianjin Toeschouwers: 15.000 Scheidsrechter: Sun Baojie (CHN) |
| 20 augustus Vriendschappelijk № 563 |       |       |       | Minyuan Stadion, Tianjin Toeschouwers: 15.000 Scheidsrechter: Sun Baojie (CHN) |

|                                                      |                                       |       |                                          |                                                                                           |
| 6 september WK-kwalificatie № 564 «onderlinge duels» | Argentinië                            | 2 – 2 | Chili                                    | Estadio Monumental, Buenos Aires Toeschouwers: 35.372 Scheidsrechter: Ubaldo Aquino (PAR) |
| 6 september WK-kwalificatie № 564 «onderlinge duels» | Cristian González 32' Pablo Aimar 36' |       | 60' Milovan Mirošević 77' Reinaldo Navia | Estadio Monumental, Buenos Aires Toeschouwers: 35.372 Scheidsrechter: Ubaldo Aquino (PAR) |

|                                                      |                                            |       |                    |                                                                                      |
| 9 september WK-kwalificatie № 565 «onderlinge duels» | Chili                                      | 2 – 1 | Peru               | Estadio Nacional, Santiago Toeschouwers: 54.303 Scheidsrechter: Daniel Giménez (ARG) |
| 9 september WK-kwalificatie № 565 «onderlinge duels» | Mauricio Pinilla 35' Arturo Norambuena 70' |       | 57' Andrés Mendoza | Estadio Nacional, Santiago Toeschouwers: 54.303 Scheidsrechter: Daniel Giménez (ARG) |

|                                   |                                        |       |                      |                                                                                          |
| 15 november WK-kwalificatie № 566 | Uruguay                                | 2 – 1 | Chili                | Estadio Centenario, Montevideo Toeschouwers: 70.000 Scheidsrechter: Claudio Martín (ARG) |
| 15 november WK-kwalificatie № 566 | Javier Chevantón 30' Adrián Romero 49' |       | 20' Rodrigo Meléndez | Estadio Centenario, Montevideo Toeschouwers: 70.000 Scheidsrechter: Claudio Martín (ARG) |

|                                                      |       |                    |          |                                                                                      |
| 18 november WK-kwalificatie № 567 «onderlinge duels» | Chili | 0 – 1              | Paraguay | Estadio Nacional, Santiago Toeschouwers: 61.923 Scheidsrechter: Gustavo Méndez (URU) |
| 18 november WK-kwalificatie № 567 «onderlinge duels» |       | 30' Carlos Paredes |          | Estadio Nacional, Santiago Toeschouwers: 61.923 Scheidsrechter: Gustavo Méndez (URU) |

### 2004
|                                                        |                |       |                    |                                                                                    |
| 18 februari Vriendschappelijk № 568 «onderlinge duels» | Mexico         | 1 – 1 | Chili              | The Home Depot Center, Carson Toeschouwers: 40.000 Scheidsrechter: Alex Prus (USA) |
| 18 februari Vriendschappelijk № 568 «onderlinge duels» | Omar Bravo 50' |       | 46' Reinaldo Navia | The Home Depot Center, Carson Toeschouwers: 40.000 Scheidsrechter: Alex Prus (USA) |

|                                                   |         |                                         |       |                                                                                          |
| 30 maart WK-kwalificatie № 569 «onderlinge duels» | Bolivia | 0 – 2                                   | Chili | Estadio Hernando Siles, La Paz Toeschouwers: 40.000 Scheidsrechter: Claudio Martín (ARG) |
| 30 maart WK-kwalificatie № 569 «onderlinge duels» |         | 38' Moisés Villarroel 59' Mark González |       | Estadio Hernando Siles, La Paz Toeschouwers: 40.000 Scheidsrechter: Claudio Martín (ARG) |

|                                                     |                  |       |                     |                                                                                          |
| 28 april Vriendschappelijk № 570 «onderlinge duels» | Chili            | 1 – 1 | Peru                | Estadio Regional, Antofagasta Toeschouwers: 23.000 Scheidsrechter: Carlos Amarilla (PAR) |
| 28 april Vriendschappelijk № 570 «onderlinge duels» | Luis Fuentes 57' |       | 90+1' Israel Zúñiga | Estadio Regional, Antofagasta Toeschouwers: 23.000 Scheidsrechter: Carlos Amarilla (PAR) |

|                              |           |                      |       |                                                                                              |
| 1 juni WK-kwalificatie № 571 | Venezuela | 0 – 1                | Chili | Estadio Pueblo Nuevo, San Cristóbal Toeschouwers: 23.040 Scheidsrechter: Carlos Torres (PAR) |
| 1 juni WK-kwalificatie № 571 |           | 84' Mauricio Pinilla |       | Estadio Pueblo Nuevo, San Cristóbal Toeschouwers: 23.040 Scheidsrechter: Carlos Torres (PAR) |

|                              |                           |       |                  |                                                                                        |
| 6 juni WK-kwalificatie № 572 | Chili                     | 1 – 1 | Brazilië         | Estadio Nacional, Santiago Toeschouwers: 62.503 Scheidsrechter: Horacio Elizondo (ARG) |
| 6 juni WK-kwalificatie № 572 | Reinaldo Navia 89' (pen.) |       | 16' Luís Fabiano | Estadio Nacional, Santiago Toeschouwers: 62.503 Scheidsrechter: Horacio Elizondo (ARG) |

| Copa América 2004 |
| ----------------- |

|                                   |                    |       |       | |
| 8 juli Copa América Groep C № 573 | Brazilië           | 1 – 0 | Chili | Estadio Monumental Virgen de Chapi, Arequipa Toeschouwers: 35.000 Scheidsrechter: Marco Rodríguez (MEX) |
| 8 juli Copa América Groep C № 573 | Luís Fabiano 90+1' |       |       | Estadio Monumental Virgen de Chapi, Arequipa Toeschouwers: 35.000 Scheidsrechter: Marco Rodríguez (MEX) |

|                                    |                        |       |                       | |
| 11 juli Copa América Groep C № 574 | Chili                  | 1 – 1 | Paraguay              | Estadio Monumental Virgen de Chapi, Arequipa Toeschouwers: 35.000 Scheidsrechter: Gustavo Méndez (URU) |
| 11 juli Copa América Groep C № 574 | Sebastián González 72' |       | 79' Ernesto Cristaldo | Estadio Monumental Virgen de Chapi, Arequipa Toeschouwers: 35.000 Scheidsrechter: Gustavo Méndez (URU) |

|                                    |                                       |       |                   |                                                                                     |
| 14 juli Copa América Groep C № 575 | Costa Rica                            | 2 – 1 | Chili             | Estadio Jorge Basadre, Tacna Toeschouwers: 20.000 Scheidsrechter: René Ortubé (BOL) |
| 14 juli Copa América Groep C № 575 | Mauricio Wright 59' Andy Herrón 90+3' |       | 40' Rafael Olarra | Estadio Jorge Basadre, Tacna Toeschouwers: 20.000 Scheidsrechter: René Ortubé (BOL) |

|  |  |  |  |  |  |  |  |  |

|                                             |       |       |          |                                                                                       |
| 5 september WK-kwalificatie № 576 21:00 uur | Chili | 0 – 0 | Colombia | Estadio Nacional, Santiago Toeschouwers: 62.523 Scheidsrechter: Wilson Mendonça (BRA) |
| 5 september WK-kwalificatie № 576 21:00 uur |       |       |          | Estadio Nacional, Santiago Toeschouwers: 62.523 Scheidsrechter: Wilson Mendonça (BRA) |

|                                  |                                     |       |       |                                                                                          |
| 10 oktober WK-kwalificatie № 577 | Ecuador                             | 2 – 0 | Chili | Estadio Olímpico Atahualpa, Quito Toeschouwers: 27.956 Scheidsrechter: René Ortubé (BOL) |
| 10 oktober WK-kwalificatie № 577 | Iván Kaviedes 49' Edison Méndez 64' |       |       | Estadio Olímpico Atahualpa, Quito Toeschouwers: 27.956 Scheidsrechter: René Ortubé (BOL) |

|                                  |       |       |            |                                                                                       |
| 13 oktober WK-kwalificatie № 578 | Chili | 0 – 0 | Argentinië | Estadio Nacional, Santiago Toeschouwers: 57.671 Scheidsrechter: Carlos Amarilla (PAR) |
| 13 oktober WK-kwalificatie № 578 |       |       |            | Estadio Nacional, Santiago Toeschouwers: 57.671 Scheidsrechter: Carlos Amarilla (PAR) |

|                                                      |                                         |       |                          |                                                                                             |
| 17 november WK-kwalificatie № 578 «onderlinge duels» | Peru                                    | 2 – 1 | Chili                    | Estadio Nacional José Díaz, Lima Toeschouwers: 39.752 Scheidsrechter: Héctor Baldassi (ARG) |
| 17 november WK-kwalificatie № 578 «onderlinge duels» | Jefferson Farfán 56' Paolo Guerrero 86' |       | 90+1' Sebastián González | Estadio Nacional José Díaz, Lima Toeschouwers: 39.752 Scheidsrechter: Héctor Baldassi (ARG) |

### 2005
|                                    |                                                              |       |         |                                                                                           |
| 9 februari Vriendschappelijk № 580 | Chili                                                        | 3 – 0 | Ecuador | Estadio Sausalito, Viña del Mar Toeschouwers: 15.000 Scheidsrechter: Gabriel Favale (ARG) |
| 9 februari Vriendschappelijk № 580 | Claudio Maldonado 25' Mark González 35' Mauricio Pinilla 83' |       |         | Estadio Sausalito, Viña del Mar Toeschouwers: 15.000 Scheidsrechter: Gabriel Favale (ARG) |

|                                |                       |       |                   |                                                                                  |
| 26 maart WK-kwalificatie № 581 | Chili                 | 1 – 1 | Uruguay           | Estadio Nacional, Santiago Toeschouwers: 55.000 Scheidsrechter: Óscar Ruiz (COL) |
| 26 maart WK-kwalificatie № 581 | Milovan Mirosevic 47' |       | 4' Mario Regueiro | Estadio Nacional, Santiago Toeschouwers: 55.000 Scheidsrechter: Óscar Ruiz (COL) |

|                                |                                       |       |                      | |
| 30 maart WK-kwalificatie № 582 | Paraguay                              | 2 – 1 | Chili                | Estadio Defensores del Chaco, Asunción Toeschouwers: 10.000 Scheidsrechter: Horacio Elizondo (ARG) |
| 30 maart WK-kwalificatie № 582 | Gustavo Morínigo 37' José Cardozo 59' |       | 72' Mauricio Pinilla | Estadio Defensores del Chaco, Asunción Toeschouwers: 10.000 Scheidsrechter: Horacio Elizondo (ARG) |

|                                                 |                                                    |       |                          |                                                                                      |
| 4 juni WK-kwalificatie № 583 «onderlinge duels» | Chili                                              | 3 – 1 | Bolivia                  | Estadio Nacional, Santiago Toeschouwers: 46.729 Scheidsrechter: Márcio Rezende (BRA) |
| 4 juni WK-kwalificatie № 583 «onderlinge duels» | Luis Fuentes 8' Luis Fuentes 34' Marcelo Salas 66' |       | 83' (pen.) José Castillo | Estadio Nacional, Santiago Toeschouwers: 46.729 Scheidsrechter: Márcio Rezende (BRA) |

|                              |                                   |       |                   |                                                                                     |
| 8 juni WK-kwalificatie № 584 | Chili                             | 2 – 1 | Venezuela         | Estadio Nacional, Santiago Toeschouwers: 35.506 Scheidsrechter: Carlos Torres (PAR) |
| 8 juni WK-kwalificatie № 584 | Luis Jiménez 31' Luis Jiménez 60' |       | 82' Ruberth Morán | Estadio Nacional, Santiago Toeschouwers: 35.506 Scheidsrechter: Carlos Torres (PAR) |

|                                                        |                                                           |       |                  |                                                                                    |
| 17 augustus Vriendschappelijk № 585 «onderlinge duels» | Peru                                                      | 3 – 1 | Chili            | Estadio José Basadre, Tacna Toeschouwers: 15.000 Scheidsrechter: René Ortube (BOL) |
| 17 augustus Vriendschappelijk № 585 «onderlinge duels» | Walter Vílchez 28' Paolo Guerrero 59' Miguel Villalta 63' |       | 37' Luis Fuentes | Estadio José Basadre, Tacna Toeschouwers: 15.000 Scheidsrechter: René Ortube (BOL) |

|                                   |                                                          |       |       |                                                                                             |
| 4 september WK-kwalificatie № 586 | Brazilië                                                 | 5 – 0 | Chili | Estádio Mané Garrincha, Brasilia Toeschouwers: 39.000 Scheidsrechter: Carlos Amarilla (PAR) |
| 4 september WK-kwalificatie № 586 | Juan 11' Robinho 21' Adriano 27' Adriano 29' Adriano 90' |       |       | Estádio Mané Garrincha, Brasilia Toeschouwers: 39.000 Scheidsrechter: Carlos Amarilla (PAR) |

|                                 |              |       |                     |                                                                                                |
| 8 oktober WK-kwalificatie № 588 | Colombia     | 1 – 1 | Chili               | Estadio Metropolitano, Barranquilla Toeschouwers: 15.000 Scheidsrechter: Wilson Mendonça (BRA) |
| 8 oktober WK-kwalificatie № 588 | Luis Rey 24' |       | 64' Francisco Rojas | Estadio Metropolitano, Barranquilla Toeschouwers: 15.000 Scheidsrechter: Wilson Mendonça (BRA) |

|                                  |       |       |         |                                                                                        |
| 12 oktober WK-kwalificatie № 589 | Chili | 0 – 0 | Ecuador | Estadio Nacional, Santiago Toeschouwers: 50.000 Scheidsrechter: Horacio Elizondo (ARG) |
| 12 oktober WK-kwalificatie № 589 |       |       |         | Estadio Nacional, Santiago Toeschouwers: 50.000 Scheidsrechter: Horacio Elizondo (ARG) |

### 2006
|                                                     |                                                                                     |       |                  |                                                                                      |
| 25 april Vriendschappelijk № 590 «onderlinge duels» | Chili                                                                               | 4 – 1 | Nieuw-Zeeland    | Estadio El Teniente, Rancagua Toeschouwers: 8.000 Scheidsrechter: Jorge Osorio (CHI) |
| 25 april Vriendschappelijk № 590 «onderlinge duels» | Humberto Suazo 36' Jeremy Christie 39' (e.d.) Sebastián Rocco 61' Eduardo Rubio 67' |       | 14' Shane Smeltz | Estadio El Teniente, Rancagua Toeschouwers: 8.000 Scheidsrechter: Jorge Osorio (CHI) |

|                                                     |                   |       |               |                                                                                                  |
| 27 april Vriendschappelijk № 591 «onderlinge duels» | Chili             | 1 – 0 | Nieuw-Zeeland | Estadio Nicolás Chahúan Nazar, La Calera Toeschouwers: 6.000 Scheidsrechter: Manuel Acosta (CHI) |
| 27 april Vriendschappelijk № 591 «onderlinge duels» | Eduardo Rubio 35' |       |               | Estadio Nicolás Chahúan Nazar, La Calera Toeschouwers: 6.000 Scheidsrechter: Manuel Acosta (CHI) |

|                                                             |         |                   |       |                                                                                     |
| 24 mei Vriendschappelijk № 592 «onderlinge duels» 20:30 uur | Ierland | 0 – 1             | Chili | Lansdowne Road, Dublin Toeschouwers: 41.200 Scheidsrechter: Martin Ingvarsson (SWE) |
| 24 mei Vriendschappelijk № 592 «onderlinge duels» 20:30 uur |         | 49' Manuel Iturra |       | Lansdowne Road, Dublin Toeschouwers: 41.200 Scheidsrechter: Martin Ingvarsson (SWE) |

|                                                             |                           |       |                          |                                                                                        |
| 30 mei Vriendschappelijk № 593 «onderlinge duels» 19:00 uur | Chili                     | 1 – 1 | Ivoorkust                | Stade Jean-Bouloumie, Vittel Toeschouwers: 4.000 Scheidsrechter: Olivier Lamarre (FRA) |
| 30 mei Vriendschappelijk № 593 «onderlinge duels» 19:00 uur | Humberto Suazo 77' (pen.) |       | 71' (pen.) Aruna Dindane | Stade Jean-Bouloumie, Vittel Toeschouwers: 4.000 Scheidsrechter: Olivier Lamarre (FRA) |

|                                                             |                    |       |                    |                                                                                      |
| 2 juni Vriendschappelijk № 594 «onderlinge duels» 20:00 uur | Zweden             | 1 – 1 | Chili              | Råsunda Stadion, Stockholm Toeschouwers: 34.735 Scheidsrechter: Wolfgang Stark (GER) |
| 2 juni Vriendschappelijk № 594 «onderlinge duels» 20:00 uur | Henrik Larsson 32' |       | 51' Humberto Suazo | Råsunda Stadion, Stockholm Toeschouwers: 34.735 Scheidsrechter: Wolfgang Stark (GER) |

|                                                        |                          |       |                                    |                                                                                       |
| 16 augustus Vriendschappelijk № 595 «onderlinge duels» | Chili                    | 1 – 2 | Colombia                           | Estadio Nacional, Santiago Toeschouwers: 15.000 Scheidsrechter: Jorge Larrionda (URU) |
| 16 augustus Vriendschappelijk № 595 «onderlinge duels» | Humberto Suazo 82' (pen) |       | 68' Leider Preciado 88' Elkin Soto | Estadio Nacional, Santiago Toeschouwers: 15.000 Scheidsrechter: Jorge Larrionda (URU) |

|                                                      |                                                              |       |                                       |                                                                                          |
| 7 oktober Copa del Pacífico № 596 «onderlinge duels» | Chili                                                        | 3 – 2 | Peru                                  | Estadio Sausalito, Viña del Mar Toeschouwers: 20.000 Scheidsrechter: Olivier Viera (URU) |
| 7 oktober Copa del Pacífico № 596 «onderlinge duels» | Matías Fernández 28' Matías Fernández 49' Reinaldo Navia 70' |       | 8' Paolo Guerrero 84' Claudio Pizarro | Estadio Sausalito, Viña del Mar Toeschouwers: 20.000 Scheidsrechter: Olivier Viera (URU) |

|                                                       |      |                    |       |                                                                                    |
| 11 oktober Copa del Pacífico № 597 «onderlinge duels» | Peru | 0 – 1              | Chili | Estadio José Basadre, Tacna Toeschouwers: 12.000 Scheidsrechter: Samuel Haro (ECU) |
| 11 oktober Copa del Pacífico № 597 «onderlinge duels» |      | 24' Reinaldo Navia |       | Estadio José Basadre, Tacna Toeschouwers: 12.000 Scheidsrechter: Samuel Haro (ECU) |

|                                                        |                                                             |       |                                        |                                                                                            |
| 15 november Vriendschappelijk № 598 «onderlinge duels» | Chili                                                       | 3 – 2 | Paraguay                               | Estadio Sausalito, Viña del Mar Toeschouwers: 15.000 Scheidsrechter: Héctor Baldassi (ARG) |
| 15 november Vriendschappelijk № 598 «onderlinge duels» | Waldo Ponce 39' Jorge Valdivia 50' Luis Figueroa 62' (pen.) |       | 67' Mario Giménez 68' Cristián Riveros | Estadio Sausalito, Viña del Mar Toeschouwers: 15.000 Scheidsrechter: Héctor Baldassi (ARG) |

### 2007
|                                    |           |                      |       |                                                                                             |
| 8 februari Vriendschappelijk № 599 | Venezuela | 0 – 1                | Chili | Estadio Pachencho Romero, Maracaibo Toeschouwers: 9.000 Scheidsrechter: José Buitrago (COL) |
| 8 februari Vriendschappelijk № 599 |           | 43' Matías Fernández |       | Estadio Pachencho Romero, Maracaibo Toeschouwers: 9.000 Scheidsrechter: José Buitrago (COL) |

|                                  |                                                      |       |       |                                                                                |
| 24 maart Vriendschappelijk № 600 | Brazilië                                             | 4 – 0 | Chili | Nya Ullevi, Göteborg Toeschouwers: 30.122 Scheidsrechter: Espen Berntsen (NOR) |
| 24 maart Vriendschappelijk № 600 | Ronaldinho 15' (pk) Kaká 30' Ronaldinho 49' Juan 59' |       |       | Nya Ullevi, Göteborg Toeschouwers: 30.122 Scheidsrechter: Espen Berntsen (NOR) |

|                                  |                    |       |                     |                                                                             |
| 28 maart Vriendschappelijk № 601 | Chili              | 1 – 1 | Costa Rica          | Estadio Fiscal, Talca Toeschouwers: 8.000 Scheidsrechter: René Ortubé (BOL) |
| 28 maart Vriendschappelijk № 601 | Reinaldo Navia 33' |       | 60' Rolando Fonseca | Estadio Fiscal, Talca Toeschouwers: 8.000 Scheidsrechter: René Ortubé (BOL) |

|                                                     |            |       |       |                                                                                                |
| 18 april Vriendschappelijk № 602 «onderlinge duels» | Argentinië | 0 – 0 | Chili | Estadio Malvinas Argentinas, Mendoza Toeschouwers: 38.000 Scheidsrechter: Martín Vázquez (URU) |
| 18 april Vriendschappelijk № 602 «onderlinge duels» |            |       |       | Estadio Malvinas Argentinas, Mendoza Toeschouwers: 38.000 Scheidsrechter: Martín Vázquez (URU) |

|                               |                                                                   |       |      |                                                                                         |
| 9 mei Vriendschappelijk № 603 | Chili                                                             | 3 – 0 | Cuba | Estadio Ruben Marcos, Osorno Toeschouwers: 1.800 Scheidsrechter: Fernando Cabrera (URU) |
| 9 mei Vriendschappelijk № 603 | Roberto Gutiérrez 5' José Manuel Rojas 27' Luis Flores Abarca 89' |       |      | Estadio Ruben Marcos, Osorno Toeschouwers: 1.800 Scheidsrechter: Fernando Cabrera (URU) |

|                                |                                                |       |      |                                                                                         |
| 16 mei Vriendschappelijk № 604 | Chili                                          | 2 – 0 | Cuba | Estadio German Becquer, Temuco Toeschouwers: 3.500 Scheidsrechter: Ricardo Grance (PAR) |
| 16 mei Vriendschappelijk № 604 | Roberto Gutiérrez 40' José Daniel González 71' |       |      | Estadio German Becquer, Temuco Toeschouwers: 3.500 Scheidsrechter: Ricardo Grance (PAR) |

|                                |       |       |       |                                                                                               |
| 23 mei Vriendschappelijk № 605 | Haïti | 0 – 0 | Chili | Stade Sylvio Cator, Port-au-Prince Toeschouwers: 12.000 Scheidsrechter: Guidner Edouard (HAI) |
| 23 mei Vriendschappelijk № 605 |       |       |       | Stade Sylvio Cator, Port-au-Prince Toeschouwers: 12.000 Scheidsrechter: Guidner Edouard (HAI) |

|                                |                                    |       |       |                                                                                             |
| 2 juni Vriendschappelijk № 606 | Costa Rica                         | 2 – 0 | Chili | Estadio Ricardo Saprissa, San José Toeschouwers: 25.000 Scheidsrechter: Manuel Glower (MEX) |
| 2 juni Vriendschappelijk № 606 | Gabriel Badilla 28' Bryan Ruiz 59' |       |       | Estadio Ricardo Saprissa, San José Toeschouwers: 25.000 Scheidsrechter: Manuel Glower (MEX) |

|                                                   |         |                        |       |                                                                                     |
| 5 juni Vriendschappelijk № 607 «onderlinge duels» | Jamaica | 0 – 1                  | Chili | National Stadium, Kingston Toeschouwers: 15.000 Scheidsrechter: José Guerrero (NCA) |
| 5 juni Vriendschappelijk № 607 «onderlinge duels» |         | 19' Juan Gonzalo Lorca |       | National Stadium, Kingston Toeschouwers: 15.000 Scheidsrechter: José Guerrero (NCA) |

| Copa América 2007 |
| ----------------- |

|                                    |                                                             |       |                                                | |
| 27 juni Copa América Groep B № 608 | Chili                                                       | 3 – 2 | Ecuador                                        | Estadio Polideportivo Cachamay, Puerto La Cruz Toeschouwers: 35.000 Scheidsrechter: Óscar Ruiz (COL) |
| 27 juni Copa América Groep B № 608 | Humberto Suazo 20' Humberto Suazo 80' Carlos Villanueva 87' |       | 16' Luis Antonio Valencia 23' Cristian Benítez | Estadio Polideportivo Cachamay, Puerto La Cruz Toeschouwers: 35.000 Scheidsrechter: Óscar Ruiz (COL) |

|                                   |                                            |       |       |                                                                                      |
| 1 juli Copa América Groep B № 609 | Brazilië                                   | 3 – 0 | Chili | Estadio Monumental, Maturín Toeschouwers: 42.000 Scheidsrechter: Carlos Torres (PAR) |
| 1 juli Copa América Groep B № 609 | Robinho 36' (pen.) Robinho 84' Robinho 87' |       |       | Estadio Monumental, Maturín Toeschouwers: 42.000 Scheidsrechter: Carlos Torres (PAR) |

|                                   |        |       |       | |
| 4 juli Copa América Groep B № 610 | Mexico | 0 – 0 | Chili | Estadio José Antonio Anzoátegui, Puerto La Cruz Toeschouwers: 30.000 Scheidsrechter: Carlos Amarilla (PAR) |
| 4 juli Copa América Groep B № 610 |        |       |       | Estadio José Antonio Anzoátegui, Puerto La Cruz Toeschouwers: 30.000 Scheidsrechter: Carlos Amarilla (PAR) |

|                                       |                                                                                                   |       |                    | |
| 7 juli Copa América Kwartfinale № 611 | Brazilië                                                                                          | 6 – 1 | Chili              | Estadio José Antonio Anzoátegui, Puerto La Cruz Toeschouwers: 25.000 Scheidsrechter: Jorge Larrionda (URU) |
| 7 juli Copa América Kwartfinale № 611 | Juan Silveira dos Santos 16' Júlio Baptista 23' Robinho 28' Robinho 51' Josué 69' Vágner Love 85' |       | 76' Humberto Suazo | Estadio José Antonio Anzoátegui, Puerto La Cruz Toeschouwers: 25.000 Scheidsrechter: Jorge Larrionda (URU) |

|  |  |  |  |  |  |  |  |  |

|                                                                  |                                            |       |                    |                                                                                      |
| 7 september Vriendschappelijk № 612 «onderlinge duels» 18:00 uur | Zwitserland                                | 2 – 1 | Chili              | Ernst-Happel-Stadion, Wenen Toeschouwers: 2.500 Scheidsrechter: Fritz Stuchlik (AUT) |
| 7 september Vriendschappelijk № 612 «onderlinge duels» 18:00 uur | Tranquillo Barnetta 13' Marco Streller 55' |       | 44' Alexis Sánchez | Ernst-Happel-Stadion, Wenen Toeschouwers: 2.500 Scheidsrechter: Fritz Stuchlik (AUT) |

|                                                |            |                                     |       |                                                                                     |
| 11 september Vriendschappelijk № 613 20:30 uur | Oostenrijk | 0 – 2                               | Chili | Ernst-Happel-Stadion, Wenen Toeschouwers: 12.000 Scheidsrechter: Jacek Granat (POL) |
| 11 september Vriendschappelijk № 613 20:30 uur |            | 66' Hugo Droguett 84' Eduardo Rubio |       | Ernst-Happel-Stadion, Wenen Toeschouwers: 12.000 Scheidsrechter: Jacek Granat (POL) |

|                                                     |                                     |       |       |                                                                                            |
| 13 oktober WK-kwalificatie № 614 «onderlinge duels» | Argentinië                          | 2 – 0 | Chili | Estadio Monumental, Buenos Aires Toeschouwers: 55.000 Scheidsrechter: Martín Vázquez (URU) |
| 13 oktober WK-kwalificatie № 614 «onderlinge duels» | Juan Riquelme 27' Juan Riquelme 45' |       |       | Estadio Monumental, Buenos Aires Toeschouwers: 55.000 Scheidsrechter: Martín Vázquez (URU) |

|                                                     |                                         |       |      |                                                                                  |
| 17 oktober WK-kwalificatie № 615 «onderlinge duels» | Chili                                   | 2 – 0 | Peru | Estadio Nacional, Santiago Toeschouwers: 58.000 Scheidsrechter: Óscar Ruiz (COL) |
| 17 oktober WK-kwalificatie № 615 «onderlinge duels» | Humberto Suazo 11' Matías Fernández 52' |       |      | Estadio Nacional, Santiago Toeschouwers: 58.000 Scheidsrechter: Óscar Ruiz (COL) |

|                                                                |                                     |       |                                            |                                                                                           |
| 18 november WK-kwalificatie № 616 «onderlinge duels» 20:00 uur | Uruguay                             | 2 – 2 | Chili                                      | Estadio Centenario, Montevideo Toeschouwers: 35.000 Scheidsrechter: Sergio Pezzotta (ARG) |
| 18 november WK-kwalificatie № 616 «onderlinge duels» 20:00 uur | Luis Suárez 42' Sebastián Abreu 81' |       | 59' Marcelo Salas 69' (pen.) Marcelo Salas | Estadio Centenario, Montevideo Toeschouwers: 35.000 Scheidsrechter: Sergio Pezzotta (ARG) |

|                                                      |       |                                                            |          |                                                                                  |
| 21 november WK-kwalificatie № 617 «onderlinge duels» | Chili | 0 – 3                                                      | Paraguay | Estadio Nacional, Santiago Toeschouwers: 52.320 Scheidsrechter: Óscar Ruiz (COL) |
| 21 november WK-kwalificatie № 617 «onderlinge duels» |       | 24' Salvador Cabañas 45' Paulo da Silva 57' Paulo da Silva |          | Estadio Nacional, Santiago Toeschouwers: 52.320 Scheidsrechter: Óscar Ruiz (COL) |

### 2008
|                                    |       |       |       |                                                                                |
| 26 januari Vriendschappelijk № 618 | Japan | 0 – 0 | Chili | Olympisch Stadion, Tokio Toeschouwers: 37.261 Scheidsrechter: Lee Min-Hu (KOR) |
| 26 januari Vriendschappelijk № 618 |       |       |       | Olympisch Stadion, Tokio Toeschouwers: 37.261 Scheidsrechter: Lee Min-Hu (KOR) |

|                                    |            |                    |       |                                                                                         |
| 30 januari Vriendschappelijk № 619 | Zuid-Korea | 0 – 1              | Chili | Seoul World Cup Stadion, Seoul Toeschouwers: 15.012 Scheidsrechter: Hajime Matsuo (JPN) |
| 30 januari Vriendschappelijk № 619 |            | 55' Gonzalo Fierro |       | Seoul World Cup Stadion, Seoul Toeschouwers: 15.012 Scheidsrechter: Hajime Matsuo (JPN) |

|                                            |                    |       |       |                                                                                                  |
| 26 maart Vriendschappelijk № 620 18:30 uur | Israël             | 1 – 0 | Chili | Ramat Gan Stadion, Tel Aviv Toeschouwers: onbekend Scheidsrechter: Carlos Velasco Carballo (ESP) |
| 26 maart Vriendschappelijk № 620 18:30 uur | Yossi Benayoun 30' |       |       | Ramat Gan Stadion, Tel Aviv Toeschouwers: onbekend Scheidsrechter: Carlos Velasco Carballo (ESP) |

|                                |                                      |       |           |                                                                                          |
| 4 juni Vriendschappelijk № 621 | Chili                                | 2 – 0 | Guatemala | Estadio El Teniente, Rancagua Toeschouwers: onbekend Scheidsrechter: Antonio Arias (PAR) |
| 4 juni Vriendschappelijk № 621 | Alexis Sánchez 1' Alexis Sánchez 35' |       |           | Estadio El Teniente, Rancagua Toeschouwers: onbekend Scheidsrechter: Antonio Arias (PAR) |

|                                |       |       |        |                                                                                             |
| 7 juni Vriendschappelijk № 622 | Chili | 0 – 0 | Panama | Estadio Chiledeportes, Valparaíso Toeschouwers: 7.000 Scheidsrechter: Salvio Fagundes (BRA) |
| 7 juni Vriendschappelijk № 622 |       |       |        | Estadio Chiledeportes, Valparaíso Toeschouwers: 7.000 Scheidsrechter: Salvio Fagundes (BRA) |

|                               |         |                               |       |                                                                                         |
| 15 juni WK-kwalificatie № 623 | Bolivia | 0 – 2                         | Chili | Estadio Hernando Siles, La Paz Toeschouwers: 27.722 Scheidsrechter: Víctor Rivera (PER) |
| 15 juni WK-kwalificatie № 623 |         | 28' Gary Medel 76' Gary Medel |       | Estadio Hernando Siles, La Paz Toeschouwers: 27.722 Scheidsrechter: Víctor Rivera (PER) |

|                               |                                         |       |                                                               | |
| 19 juni WK-kwalificatie № 624 | Venezuela                               | 2 – 3 | Chili                                                         | Estadio José Antonio Anzoátegui, Puerto La Cruz Toeschouwers: 38.000 Scheidsrechter: Roberto Silvera (URU) |
| 19 juni WK-kwalificatie № 624 | Giancarlo Maldonado 59' Juan Arango 80' |       | 54' (pen.) Humberto Suazo 73' Gonzalo Jara 90' Humberto Suazo | Estadio José Antonio Anzoátegui, Puerto La Cruz Toeschouwers: 38.000 Scheidsrechter: Roberto Silvera (URU) |

|                                     |                    |       |       |                                                                                               |
| 20 augustus Vriendschappelijk № 625 | Turkije            | 1 – 0 | Chili | Izmit Ismetpaşa Stadion, İzmit Toeschouwers: onbekend Scheidsrechter: Anastasios Kakkos (GRE) |
| 20 augustus Vriendschappelijk № 625 | Halil Altıntop 74' |       |       | Izmit Ismetpaşa Stadion, İzmit Toeschouwers: onbekend Scheidsrechter: Anastasios Kakkos (GRE) |

|                                   |       |                                               |          |                                                                                     |
| 7 september WK-kwalificatie № 626 | Chili | 0 – 3                                         | Brazilië | Estadio Nacional, Santiago Toeschouwers: 60.239 Scheidsrechter: Carlos Torres (PAR) |
| 7 september WK-kwalificatie № 626 |       | 21' Luis Fabiano 44' Robinho 83' Luis Fabiano |          | Estadio Nacional, Santiago Toeschouwers: 60.239 Scheidsrechter: Carlos Torres (PAR) |

|                                              |                                                                             |       |          |                                                                                       |
| 10 september WK-kwalificatie № 627 18:40 uur | Chili                                                                       | 4 – 0 | Colombia | Estadio Nacional, Santiago Toeschouwers: 47.459 Scheidsrechter: Jorge Larrionda (URU) |
| 10 september WK-kwalificatie № 627 18:40 uur | Gonzalo Jara 26' Humberto Suazo 38' Ismael Fuentes 48' Matías Fernández 71' |       |          | Estadio Nacional, Santiago Toeschouwers: 47.459 Scheidsrechter: Jorge Larrionda (URU) |

|                                      |        |                          |       |                                                                                         |
| 24 september Vriendschappelijk № 628 | Mexico | 0 – 1                    | Chili | Memorial Coliseum, Los Angeles Toeschouwers: onbekend Scheidsrechter: Kevin Stott (USA) |
| 24 september Vriendschappelijk № 628 |        | 75' (ed) Juan Valenzuela |       | Memorial Coliseum, Los Angeles Toeschouwers: onbekend Scheidsrechter: Kevin Stott (USA) |

|                                  |                      |       |       |                                                                                             |
| 12 oktober WK-kwalificatie № 629 | Ecuador              | 1 – 0 | Chili | Estadio Olímpico Atahualpa, Quito Toeschouwers: 33.079 Scheidsrechter: Martín Vázquez (URU) |
| 12 oktober WK-kwalificatie № 629 | Cristian Benítez 70' |       |       | Estadio Olímpico Atahualpa, Quito Toeschouwers: 33.079 Scheidsrechter: Martín Vázquez (URU) |

|                                  |                     |       |            |                                                                                  |
| 15 oktober WK-kwalificatie № 630 | Chili               | 1 – 0 | Argentinië | Estadio Nacional, Santiago Toeschouwers: 65.000 Scheidsrechter: Óscar Ruiz (COL) |
| 15 oktober WK-kwalificatie № 630 | Fabián Orellana 35' |       |            | Estadio Nacional, Santiago Toeschouwers: 65.000 Scheidsrechter: Óscar Ruiz (COL) |

|                                     |                                                              |       |       |                                                                                            |
| 19 november Vriendschappelijk № 631 | Spanje                                                       | 3 – 0 | Chili | Estadio El Madrigal, Madrid Toeschouwers: 30.000 Scheidsrechter: Giorgi Vadatsjkoria (GEO) |
| 19 november Vriendschappelijk № 631 | David Villa 37' (pen.) Fernando Torres 66' Santi Cazorla 86' |       |       | Estadio El Madrigal, Madrid Toeschouwers: 30.000 Scheidsrechter: Giorgi Vadatsjkoria (GEO) |

### 2009
|                                                                 |                                           |       |       |                                                                                          |
| 18 januari Vriendschappelijk № 632 «onderlinge duels» 19:00 uur | Honduras                                  | 2 – 0 | Chili | Lockhart Stadium, Fort Lauderdale Toeschouwers: 18.000 Scheidsrechter: Shane Moody (USA) |
| 18 januari Vriendschappelijk № 632 «onderlinge duels» 19:00 uur | Carlos Pavón 77' Amado Guevara 84' (pen.) |       |       | Lockhart Stadium, Fort Lauderdale Toeschouwers: 18.000 Scheidsrechter: Shane Moody (USA) |

|                                                                  |             |                                       |       |                                                                                           |
| 11 februari Vriendschappelijk № 633 «onderlinge duels» 19:30 uur | Zuid-Afrika | 0 – 2                                 | Chili | Peter Mokaba Stadion, Polokwane Toeschouwers: 15.000 Scheidsrechter: Wilson Mpanisi (ZAM) |
| 11 februari Vriendschappelijk № 633 «onderlinge duels» 19:30 uur |             | 45' Jorge Valdivia 67' Alexis Sánchez |       | Peter Mokaba Stadion, Polokwane Toeschouwers: 15.000 Scheidsrechter: Wilson Mpanisi (ZAM) |

|                                                   |                |       |                                                                  |                                                                                     |
| 29 maart WK-kwalificatie № 634 «onderlinge duels» | Peru           | 1 – 3 | Chili                                                            | Estadio Monumental, Lima Toeschouwers: 48.700 Scheidsrechter: Carlos Amarilla (PAR) |
| 29 maart WK-kwalificatie № 634 «onderlinge duels» | Johan Fano 34' |       | 2' Alexis Sánchez 32' (pen.) Humberto Suazo 70' Matías Fernández | Estadio Monumental, Lima Toeschouwers: 48.700 Scheidsrechter: Carlos Amarilla (PAR) |

|                                                  |       |       |         |                                                                                       |
| 2 april WK-kwalificatie № 635 «onderlinge duels» | Chili | 0 – 0 | Uruguay | Estadio Nacional, Santiago Toeschouwers: 55.000 Scheidsrechter: Héctor Baldassi (ARG) |
| 2 april WK-kwalificatie № 635 «onderlinge duels» |       |       |         | Estadio Nacional, Santiago Toeschouwers: 55.000 Scheidsrechter: Héctor Baldassi (ARG) |

|                                                     |                                                                        |       |       |                                                                                  |
| 27 mei Kirin Cup № 636 «onderlinge duels» 19:35 uur | Japan                                                                  | 4 – 0 | Chili | Nagai Stadium, Osaka Toeschouwers: 43.531 Scheidsrechter: Anders Hermansen (DEN) |
| 27 mei Kirin Cup № 636 «onderlinge duels» 19:35 uur | Shinji Okazaki 20' Shinji Okazaki 24' Yuki Abe 53' Keisuke Honda 90+2' |       |       | Nagai Stadium, Osaka Toeschouwers: 43.531 Scheidsrechter: Anders Hermansen (DEN) |

|                                                     |                     |       |                |                                                                                  |
| 29 mei Kirin Cup № 637 «onderlinge duels» 19:00 uur | België              | 1 – 1 | Chili          | Fukuda Denshi Arena, Chiba Toeschouwers: 6.050 Scheidsrechter: Minoru Tojo (JPN) |
| 29 mei Kirin Cup № 637 «onderlinge duels» 19:00 uur | Kevin Roelandts 17' |       | 23' Gary Medel | Fukuda Denshi Arena, Chiba Toeschouwers: 6.050 Scheidsrechter: Minoru Tojo (JPN) |

|                                                 |          |                                         |       |                                                                                                   |
| 6 juni WK-kwalificatie № 638 «onderlinge duels» | Paraguay | 0 – 2                                   | Chili | Estadio Defensores del Chaco, Asunción Toeschouwers: 34.000 Scheidsrechter: Sergio Pezzotta (ARG) |
| 6 juni WK-kwalificatie № 638 «onderlinge duels» |          | 13' Matías Fernández 51' Humberto Suazo |       | Estadio Defensores del Chaco, Asunción Toeschouwers: 34.000 Scheidsrechter: Sergio Pezzotta (ARG) |

|                                                  |                                                                             |       |         |                                                                                       |
| 10 juni WK-kwalificatie № 639 «onderlinge duels» | Chili                                                                       | 4 – 0 | Bolivia | Estadio Nacional, Santiago Toeschouwers: 60.214 Scheidsrechter: Roberto Silvera (URU) |
| 10 juni WK-kwalificatie № 639 «onderlinge duels» | Jean Beausejour 44' Marco Estrada 74' Alexis Sánchez 78' Alexis Sánchez 89' |       |         | Estadio Nacional, Santiago Toeschouwers: 60.214 Scheidsrechter: Roberto Silvera (URU) |

|                                                                  |                  |       |                                        |                                                                                       |
| 12 augustus Vriendschappelijk № 640 «onderlinge duels» 20:15 uur | Denemarken       | 1 – 2 | Chili                                  | Brøndby Stadion, Brøndby Toeschouwers: 8.700 Scheidsrechter: Kristinn Jakobsson (ISL) |
| 12 augustus Vriendschappelijk № 640 «onderlinge duels» 20:15 uur | Lasse Schöne 63' |       | 61' Esteban Paredes 69' Alexis Sánchez | Brøndby Stadion, Brøndby Toeschouwers: 8.700 Scheidsrechter: Kristinn Jakobsson (ISL) |

|                                                      |                                     |       |                                      | |
| 6 september WK-kwalificatie № 641 «onderlinge duels» | Chili                               | 2 – 2 | Venezuela                            | Estadio Monumental David Arellano, Santiago Toeschouwers: 44.000 Scheidsrechter: René Ortube (BOL) |
| 6 september WK-kwalificatie № 641 «onderlinge duels» | Arturo Vidal 11' Rodrigo Millar 53' |       | 34' Giancarlo Maldonado 45' José Rey | Estadio Monumental David Arellano, Santiago Toeschouwers: 44.000 Scheidsrechter: René Ortube (BOL) |

|                                                       |                                                     |       |                                              |                                                                                         |
| 10 september WK-kwalificatie № 642 «onderlinge duels» | Brazilië                                            | 4 – 2 | Chili                                        | Estádio de Pituaçu, Salvador Toeschouwers: 30.000 Scheidsrechter: Jorge Larrionda (URU) |
| 10 september WK-kwalificatie № 642 «onderlinge duels» | Nilmar 31' Júlio Baptista 40' Nilmar 73' Nilmar 76' |       | 45' (pen.) Humberto Suazo 52' Humberto Suazo | Estádio de Pituaçu, Salvador Toeschouwers: 30.000 Scheidsrechter: Jorge Larrionda (URU) |

|                                                               |                                          |       |                                                                           |                                                                                                   |
| 10 oktober WK-kwalificatie № 643 «onderlinge duels» 17:00 uur | Colombia                                 | 2 – 4 | Chili                                                                     | Estadio Atanasio Girardot, Medellín Toeschouwers: 18.000 Scheidsrechter: Víctor Hugo Rivera (PER) |
| 10 oktober WK-kwalificatie № 643 «onderlinge duels» 17:00 uur | Jackson Martínez 14' Giovanni Moreno 53' |       | 34' Waldo Ponce 35' Humberto Suazo 71' Jorge Valdivia 78' Fabián Orellana | Estadio Atanasio Girardot, Medellín Toeschouwers: 18.000 Scheidsrechter: Víctor Hugo Rivera (PER) |

|                                                     |                    |       |         | |
| 15 oktober WK-kwalificatie № 644 «onderlinge duels» | Chili              | 1 – 0 | Ecuador | Estadio Monumental David Arellano, Santiago Toeschouwers: 47.000 Scheidsrechter: Carlos Torres (PAR) |
| 15 oktober WK-kwalificatie № 644 «onderlinge duels» | Humberto Suazo 53' |       |         | Estadio Monumental David Arellano, Santiago Toeschouwers: 47.000 Scheidsrechter: Carlos Torres (PAR) |

|                                                                 |                                         |       |                 |                                                                                             |
| 4 november Vriendschappelijk № 645 «onderlinge duels» 22:30 uur | Chili                                   | 2 – 1 | Paraguay        | Estadio Las Higueras, Talcahuano Toeschouwers: 10.500 Scheidsrechter: Héctor Baldassi (ARG) |
| 4 november Vriendschappelijk № 645 «onderlinge duels» 22:30 uur | Renato González 73' Esteban Paredes 93' |       | 69' Luis Cabral | Estadio Las Higueras, Talcahuano Toeschouwers: 10.500 Scheidsrechter: Héctor Baldassi (ARG) |

|                                                                  |                      |       |                                     |                                                                                  |
| 17 november Vriendschappelijk № 646 «onderlinge duels» 17:00 uur | Slowakije            | 1 – 2 | Chili                               | Štadión pod Dubňom, Žilina Toeschouwers: 11.072 Scheidsrechter: István Vad (HUN) |
| 17 november Vriendschappelijk № 646 «onderlinge duels» 17:00 uur | Stanislav Šesták 17' |       | 9' Gonzalo Jara 55' Esteban Paredes | Štadión pod Dubňom, Žilina Toeschouwers: 11.072 Scheidsrechter: István Vad (HUN) |

FFCh · A-internationals · Selecties · Bondscoaches · Chileens vrouwenelftal · Olympisch elftal · Chili U21 · Chili U20 · Chili U19 · Chili U18 · Chili U17
1910 – 1919 ·
1920 – 1929 ·
1930 – 1939 ·
1940 – 1949 ·
1950 – 1959 ·
1960 – 1969 ·
1970 – 1979 ·
1980 – 1989 ·
1990 – 1999 ·
2000 – 2009 ·
2010 – 2019 ·
2020 – 2029
WK 1930 · 
WK 1950 · 
WK 1962 · 
WK 1966 · 
WK 1974 · 
WK 1982 · 
WK 1998 · 
WK 2010 · 
WK 2014
OS 1928 · 
OS 1952 · 
OS 1984 · 
OS 2000
1910 · 
1911 · 1912 · 
1913 · 
1914 · 1915 · 
1916 · 
1917 · 
1918 · 
1919 · 
1920 · 
1921 · 
1922 · 
1923 · 
1924 · 
1925 · 
1926 · 
1927 · 
1928 · 
1929 · 
1930 · 
1931 · 1932 · 1933 · 1934 · 
1935 · 
1936 · 
1937 · 
1938 · 
1939 · 
1940 · 
1941 · 
1942 · 
1943 · 1944 · 
1945 · 
1946 · 
1947 · 
1948 · 
1949 · 
1950 · 
1951 · 
1952 · 
1953 · 
1954 · 
1955 · 
1956 · 
1957 · 
1958 · 
1959 · 
1960 · 
1961 · 
1962 · 
1963 · 
1964 · 
1965 · 
1966 · 
1967 · 
1968 · 
1969 · 
1970 · 
1971 · 
1972 · 
1973 · 
1974 · 
1975 · 
1976 · 
1977 · 
1978 · 
1979 · 
1980 · 
1981 · 
1982 · 
1983 · 
1984 · 
1985 · 
1986 · 
1987 · 
1988 · 
1989 · 
1990 ·
1991 · 
1992 · 
1993 · 
1994 · 
1995 · 
1996 · 
1997 · 
1998 · 
1999 · 
2000 · 
2001 · 
2002 · 
2003 · 
2004 · 
2005 · 
2006 · 
2007 · 
2008 · 
2009 · 
2010 · 
2011 · 
2012 · 
2013 · 
2014 · 
2015 · 
2016 ·
2017 ·
2018 ·
2019 ·
2020 ·
2021 ·
2022 ·
2023 ·
2024
Albanië ·
Algerije ·
Argentinië ·
Armenië ·
Australië ·
België ·
Bolivia ·
Bosnie en Herzegovina ·
Brazilië ·
Bulgarije ·
Burkina Faso ·
Canada ·
China ·
Colombia ·
Costa Rica ·
Cuba ·
DDR ·
Denemarken ·
Dominicaanse Republiek ·
Duitsland ·
Ecuador ·
Egypte ·
El Salvador · 
Engeland ·
Estland ·
Finland ·
Frankrijk ·
Ghana · 
Griekenland ·
Guatemala ·
Guinee ·
Haïti ·
Honduras ·
Hongarije ·
Ierland ·
IJsland ·
Irak ·
Iran ·
Israël ·
Italië ·
Ivoorkust ·
Jamaica ·
Japan ·
Joegoslavië ·
Kameroen ·
Kroatië ·
Litouwen ·
Marokko ·
Mexico ·
Nederland ·
Nieuw-Zeeland · 
Noord-Ierland ·
Noord-Korea ·
Oekraïne · 
Oman · 
Oostenrijk ·
Palestina ·
Panama · 
Paraguay ·
Peru ·
Polen ·
Portugal · 
Qatar ·
Roemenië · 
Rusland ·
Saoedi-Arabië ·
Schotland ·
Senegal ·
Servië ·
Slowakije ·
Sovjet-Unie ·
Spanje ·
Togo ·
Trinidad en Tobago ·  
Tsjecho-Slowakije ·
Tunesië · 
Turkije · 
Uruguay ·
Venezuela ·
Verenigde Arabische Emiraten ·
Verenigde Staten ·
Wales ·
Zambia ·
Zuid-Afrika ·
Zuid-Korea ·
Zweden ·
Zwitserland
Algerije (1982) · 
Australië (2014) · 
Brazilië (2014) · 
Honduras (2010) · 
Nederland (2014) · 
Oostenrijk (1982) · 
Spanje (2010) · 
Spanje (2014) · 
West-Duitsland (1982) · 
Zwitserland (2010)
AFC-zone: Afghanistan · Australië · Bahrein · Bangladesh · Bhutan · Brunei · Cambodja · China · Filipijnen · Guam · Hongkong · India · Indonesië · Iran · Irak · Japan · Jemen · Jordanië · Koeweit · Kirgizië · Laos · Libanon · Macau · Maleisië · Maldiven · Mongolië · Myanmar · Nepal · Noord-Korea · Oezbekistan · Oman · Oost-Timor · Pakistan · Palestina · Qatar · Saoedi-Arabië · Singapore · Sri Lanka · Syrië · Tadzjikistan · Taiwan · Thailand · Turkmenistan · Verenigde Arabische Emiraten · Vietnam · Zuid-Korea

CAF-zone: Algerije · Angola · Benin · Botswana · Burkina Faso · Burundi · Centraal-Afrikaanse Republiek · Comoren · Congo-Brazzaville · Congo-Kinshasa · Djibouti · Egypte · Equatoriaal-Guinea · Eritrea · Ethiopië · Gabon · Gambia · Ghana · Guinee · Guinee-Bissau · Ivoorkust · Kaapverdië · Kameroen · Kenia · Lesotho · Liberia · Libië · Madagaskar · Malawi · Mali  ·Mauritanië · Mauritius · Marokko · Mozambique · Namibië · Niger · Nigeria · Oeganda · Rwanda · Sao Tomé en Principe · Senegal · Seychellen · Sierra Leone · Soedan · Somalië · Swaziland · Tanzania · Togo · Tsjaad · Tunesië · Zambia · Zimbabwe · Zuid-Afrika

CONCACAF-zone: Amerikaanse Maagdeneilanden · Anguilla · Antigua en Barbuda · Aruba · Bahama's · Barbados · Belize · Bermuda · Britse Maagdeneilanden · Canada · Kaaimaneilanden · Costa Rica · Cuba · Dominica · Dominicaanse Republiek · El Salvador · Frans Guyana · Grenada · Guadeloupe · Guatemala · Guyana · Haïti · Honduras · Jamaica · Martinique · Mexico · Montserrat · 
Nicaragua · Panama · Puerto Rico · Saint Kitts en Nevis · Saint Lucia · Saint Vincent en de Grenadines · Sint Maarten · Suriname · Trinidad en Tobago · Turks- en Caicoseilanden · Verenigde Staten

CONMEBOL-zone: Argentinië · Bolivia · Brazilië · Chili · Colombia · Ecuador · Paraguay · Peru · Uruguay · Venezuela

OFC-zone: Amerikaans-Samoa · Cookeilanden · Fiji · Nieuw-Caledonië · Nieuw-Zeeland · Papoea-Nieuw-Guinea · Samoa · Salomoneilanden · Tahiti · Tonga · Vanuatu

UEFA-zone: Albanië · Andorra · Armenië · Azerbeidzjan · België · Bosnië en Herzegovina · Bulgarije · Cyprus · Denemarken · Duitsland · Engeland · Estland · Faeröer · Finland · Frankrijk · Georgië · Griekenland · Hongarije · IJsland · Ierland · Israël · Italië · Kazachstan · Kroatië · Letland · Liechtenstein · Litouwen · Luxemburg · Macedonië · Malta · Moldavië · Montenegro · Nederland · Noord-Ierland · Noorwegen · Oekraïne · Oostenrijk · Polen · Portugal · Roemenië · Rusland · San Marino · Schotland · Servië · Servië en Montenegro · Slovenië · Slowakije · Spanje · Tsjechië · Turkije · Wales · Wit-Rusland · Zweden · Zwitserland